# Ralf Seekatz
Ralf Seekatz, né le 10 novembre 1972 à Dernbach (Rhénanie-Palatinat), est un homme politique allemand, membre de l'Union chrétienne-démocrate (CDU).